# Liste der Baudenkmale in Döhren-Wülfel
Die Liste der Baudenkmale in Döhren-Wülfel enthält die Baudenkmale der hannoverschen Stadtteile Döhren, Mittelfeld, Seelhorst, Waldhausen, Waldheim und Wülfel. Die Einträge in dieser Liste basieren überwiegend auf einer Liste des Amtes für Denkmalschutz aus dem Jahr 1985 und sind hinsichtlich ihrer Aktualität im Einzelfall zu überprüfen.

## Döhren
| Lage | Bezeichnung                                                   | Beschreibung | ID | Bild           |
| --- | ------------------------------------------------------------- | --- | -- | -------------- |
| Abelmannstraße 19, 21, 23, 25, 27, 29, 31, 33 52° 20′ 16″ N, 9° 46′ 2″ O                                                      |                                                               | Im Ensemble. |    |                |
| Allerstraße 1/3, 2/4, 5/7, 6/8 (Bild), 9/11, 10/12, 13/15, 14 52° 20′ 5″ N, 9° 46′ 9″ O                                       | Arbeitersiedlung Döhrener Jammer                              | Im Ensemble mit Emsstraße 1/3, 2/4, 5/7, 6/8, 9/11, 10/12, 13, 14/16, Hildesheimer Straße 290, 292, Kastanienallee 2, 4, Rheinstraße 1a, 2, 3, 4, 5, 6, 8, 10, 12, 14, 16, 18, 20, 22, 24, Richartzstraße 23, 25, Werrastraße 1, 2, 3, 4, 5, 6, 7, 8, 9, 10, 11, 12, 13, 14, 15, 16, 17, 18, 19, 20, 21/23, 22, 25, Weserstraße 1/3, 2/4, 6/8, 10/12, 14/16. Ehemalige Arbeitersiedlung der Döhrener Wollwäscherei und -kämmerei, erbaut ab 1867 aus rotem Backstein. |    |                |
| Emsstraße 1/3, 2/4, 5/7, 6/8, 9/11, 10/12, 13, 14/16 52° 20′ 5″ N, 9° 46′ 5″ O                                                | Arbeitersiedlung Döhrener Jammer                              | Im Ensemble mit Allerstraße 1/3, 2/4, 5/7, 6/8, 9/11, 10/12, 13/15, 14, Hildesheimer Straße 290, 292, Kastanienallee 2, 4, Rheinstraße 1a, 2, 3, 4, 5, 6, 8, 10, 12, 14, 16, 18, 20, 22, 24, Richartzstraße 23, 25, Werrastraße 1, 2, 3, 4, 5, 6, 7, 8, 9, 10, 11, 12, 13, 14, 15, 16, 17, 18, 19, 20, 21/23, 22, 25, Weserstraße 1/3, 2/4, 6/8, 10/12, 14/16. Ehemalige Arbeitersiedlung der Döhrener Wollwäscherei und -kämmerei, erbaut ab 1867 aus rotem Backstein. |    |                |
| Hildesheimer Straße 290 und 292 52° 20′ 7″ N, 9° 46′ 13″ O                                                                    | Arbeitersiedlung Döhrener Jammer                              | Im Ensemble mit Allerstraße 1/3, 2/4, 5/7, 6/8, 9/11, 10/12, 13/15, 14, Emsstraße 1/3, 2/4, 5/7, 6/8, 9/11, 10/12, 13, 14/16, Kastanienallee 2, 4, Rheinstraße 1a, 2, 3, 4, 5, 6, 8, 10, 12, 14, 16, 18, 20, 22, 24, Richartzstraße 23, 25, Werrastraße 1, 2, 3, 4, 5, 6, 7, 8, 9, 10, 11, 12, 13, 14, 15, 16, 17, 18, 19, 20, 21/23, 22, 25, Weserstraße 1/3, 2/4, 6/8, 10/12, 14/16. Ehemalige Arbeitersiedlung der Döhrener Wollwäscherei und -kämmerei, erbaut ab 1867 aus rotem Backstein.                                                                            |    |                |
| Kastanienallee 2 und 4 52° 20′ 6″ N, 9° 46′ 13″ O                                                                             | Arbeitersiedlung Döhrener Jammer                              | Im Ensemble mit Allerstraße 1/3, 2/4, 5/7, 6/8, 9/11, 10/12, 13/15, 14, Emsstraße 1/3, 2/4, 5/7, 6/8, 9/11, 10/12, 13, 14/16, Hildesheimer Straße 290, 292, Rheinstraße 1a, 2, 3, 4, 5, 6, 8, 10, 12, 14, 16, 18, 20, 22, 24, Richartzstraße 23, 25, Werrastraße 1, 2, 3, 4, 5, 6, 7, 8, 9, 10, 11, 12, 13, 14, 15, 16, 17, 18, 19, 20, 21/23, 22, 25, Weserstraße 1/3, 2/4, 6/8, 10/12, 14/16. Ehemalige Arbeitersiedlung der Döhrener Wollwäscherei und -kämmerei, erbaut ab 1867 aus rotem Backstein. Erbaut 1921–1922 unter Mitwirkung des Architekten Karl Börgemann. |    |                |
| Rheinstraße 1a, 2, 3, 4 (Bild), 5, 6, 8, 10, 12, 14, 16, 18, 20, 22, 24 52° 20′ 6″ N, 9° 46′ 6″ O                             | Arbeitersiedlung Döhrener Jammer                              | Im Ensemble mit Allerstraße 1/3, 2/4, 5/7, 6/8, 9/11, 10/12, 13/15, 14, Emsstraße 1/3, 2/4, 5/7, 6/8, 9/11, 10/12, 13, 14/16, Hildesheimer Straße 290, 292, Kastanienallee 2, 4, Richartzstraße 23, 25, Werrastraße 1, 2, 3, 4, 5, 6, 7, 8, 9, 10, 11, 12, 13, 14, 15, 16, 17, 18, 19, 20, 21/23, 22, 25, Weserstraße 1/3, 2/4, 6/8, 10/12, 14/16. Ehemalige Arbeitersiedlung der Döhrener Wollwäscherei und -kämmerei, erbaut ab 1867 aus rotem Backstein. |    |                |
| Richartzstraße 23 und 25 52° 20′ 3″ N, 9° 45′ 57″ O                                                                           | Arbeitersiedlung Döhrener Jammer                              | Im Ensemble mit Allerstraße 1/3, 2/4, 5/7, 6/8, 9/11, 10/12, 13/15, 14, Emsstraße 1/3, 2/4, 5/7, 6/8, 9/11, 10/12, 13, 14/16, Hildesheimer Straße 290, 292, Kastanienallee 2, 4, Rheinstraße 1a, 2, 3, 4, 5, 6, 8, 10, 12, 14, 16, 18, 20, 22, 24, Werrastraße 1, 2, 3, 4, 5, 6, 7, 8, 9, 10, 11, 12, 13, 14, 15, 16, 17, 18, 19, 20, 21/23, 22, 25, Weserstraße 1/3, 2/4, 6/8, 10/12, 14/16. Ehemalige Arbeitersiedlung der Döhrener Wollwäscherei und -kämmerei, erbaut ab 1867 aus rotem Backstein.                                                                     |    |                |
| Werrastraße 1, 2, 3, 4, 5, 6, 7, 8, 9, 10, 11, 12, 13, 14, 15, 16, 17, 18, 19, 20, 21/23, 22, 25 52° 20′ 4″ N, 9° 46′ 2″ O    | Arbeitersiedlung Döhrener Jammer                              | Im Ensemble mit Allerstraße 1/3, 2/4, 5/7, 6/8, 9/11, 10/12, 13/15, 14, Emsstraße 1/3, 2/4, 5/7, 6/8, 9/11, 10/12, 13, 14/16, Hildesheimer Straße 290, 292, Kastanienallee 2, 4, Rheinstraße 1a, 2, 3, 4, 5, 6, 8, 10, 12, 14, 16, 18, 20, 22, 24, Richartzstraße 23, 25, Weserstraße 1/3, 2/4, 6/8, 10/12, 14/16. Ehemalige Arbeitersiedlung der Döhrener Wollwäscherei und -kämmerei, erbaut ab 1867 aus rotem Backstein. |    |                |
| Weserstraße 1/3, 2/4 (Bild), 6/8, 10/12, 14/16 52° 20′ 3″ N, 9° 46′ 3″ O                                                      | Arbeitersiedlung Döhrener Jammer                              | Im Ensemble mit Allerstraße 1/3, 2/4, 5/7, 6/8, 9/11, 10/12, 13/15, 14, Emsstraße 1/3, 2/4, 5/7, 6/8, 9/11, 10/12, 13, 14/16, Hildesheimer Straße 290, 292, Kastanienallee 2, 4, Rheinstraße 1a, 2, 3, 4, 5, 6, 8, 10, 12, 14, 16, 18, 20, 22, 24, Richartzstraße 23, 25, Werrastraße 1, 2, 3, 4, 5, 6, 7, 8, 9, 10, 11, 12, 13, 14, 15, 16, 17, 18, 19, 20, 21/23, 22, 25. Ehemalige Arbeitersiedlung der Döhrener Wollwäscherei und -kämmerei, erbaut ab 1867 aus rotem Backstein.                                                                                       |    |                |
| Am Uhrturm 1 und 2 52° 20′ 0″ N, 9° 45′ 49″ O                                                                                 | Uhrturm der Döhrener Wollwäscherei und -kämmerei, Eingangsbau | Im Ensemble. Vermutlich erbaut um 1909 nach Plänen von Karl Börgemann. |    |                |
| Bernwardstraße 1 52° 20′ 26″ N, 9° 45′ 57″ O                                                                                  | Sparkassengebäude                                             | Im Ensemble mit Hildesheimer Straße 234, 236, 238, 240, 242, 244, 246, 248, 250, 252, 254, 256, 258, 260, 262, 264 und Querstraße 1 und 2. |    |                |
| Hildesheimer Straße 234, 236, 238, 240, 242, 244, 246, 248, 250, 252, 254, 256, 258, 260, 262, 264 52° 20′ 21″ N, 9° 46′ 2″ O |                                                               | Im Ensemble mit Bernwardstraße 1 und Querstraße 1 und 2. |    |                |
| Querstraße 1 und 2 52° 20′ 24″ N, 9° 45′ 59″ O                                                                                |                                                               | Im Ensemble mit Bernwardstraße 1 und Hildesheimer Straße 234, 236, 238, 240, 242, 244, 246, 248, 250, 252, 254, 256, 258, 260, 262, 264. |    |                |
| Bernwardstraße 2, 3, 4, 5, 6, 7, 8, 9, 10, 11, 11a, 11b, 13 52° 20′ 26″ N, 9° 45′ 54″ O                                       |                                                               | Im Ensemble. |    |                |
| Bernwardstraße 13 und 14 52° 20′ 25″ N, 9° 45′ 50″ O                                                                          |                                                               | Im Ensemble mit Cäcilienstraße 1 und 2 und Fiedelerstraße 22 und 23. |    |                |
| Cäcilienstraße 1 und 2 52° 20′ 25″ N, 9° 45′ 46″ O                                                                            |                                                               | Im Ensemble mit Bernwardstraße 13 und 14 und Fiedelerstraße 22 und 23. |    |                |
| Fiedelerstraße 22 und 23 52° 20′ 26″ N, 9° 45′ 50″ O                                                                          |                                                               | Im Ensemble mit Cäcilienstraße 1 und 2 und Bernwardstraße 13 und 14. |    |                |
| Borgentrickstraße 9, 11, 13 52° 20′ 18″ N, 9° 45′ 59″ O                                                                       |                                                               | Im Ensemble mit Ziegelstraße 4 und 6. |    |                |
| Ziegelstraße 4 und 6 52° 20′ 17″ N, 9° 45′ 58″ O                                                                              |                                                               | Im Ensemble mit Borgentrickstraße 9, 11, 13. |    |                |
| Borgentrickstraße 14 52° 20′ 18″ N, 9° 45′ 57″ O                                                                              | Wohn- und Geschäftshaus                                       | Im Ensemble mit Helenenstraße 37 und Ziegelstraße 3, 5, 7, 8, 9, 10. |    |                |
| Helenenstraße 37 52° 20′ 20″ N, 9° 45′ 55″ O                                                                                  |                                                               | Im Ensemble mit Borgentrickstraße 14 und Ziegelstraße 3, 5, 7, 8, 9, 10. |    |                |
| Ziegelstraße 3, 5, 7, 8, 9, 10 52° 20′ 19″ N, 9° 45′ 54″ O                                                                    |                                                               | Im Ensemble mit Helenenstraße 37 und Borgentrickstraße 14. |    |                |
| Cäcilienstraße 8 (Bild zeigt Wichmannstr. 3) 52° 20′ 27″ N, 9° 45′ 46″ O                                                      |                                                               | Im Ensemble mit Wichmannstraße 1, 2, 3 (Bild), 4, 5, 21, 22, 23, 24, 25, 26. |    |                |
| Wichmannstraße 1, 2, 3, 4, 5, 21, 22, 23, 24, 25, 26 (Bild) 52° 20′ 27″ N, 9° 45′ 47″ O                                       |                                                               | Im Ensemble mit Cäcilienstraße 8 (Bild). |    |                |
| Fiedelerstraße 2, 4, 6, 8, 10, 12, 13 (Bild), 15, 16, 18, 20 52° 20′ 28″ N, 9° 45′ 50″ O                                      |                                                               | Im Ensemble mit Hildesheimer Straße 220, Spartanerstraße 1 und Wichmannstraße 27. |    |                |
| Hildesheimer Straße 220 52° 20′ 32″ N, 9° 45′ 52″ O                                                                           | Wohn- und Geschäftshaus                                       | Im Ensemble mit Fiedelerstraße 2, 4, 6, 8, 10, 12, 13, 15, 16, 18, 20, Spartanerstraße 1 und Wichmannstraße 27. |    |                |
| Spartanerstraße 1 52° 20′ 28″ N, 9° 45′ 48″ O                                                                                 |                                                               | Im Ensemble mit Fiedelerstraße 2, 4, 6, 8, 10, 12, 13, 15, 16, 18, 20, Hildesheimer Straße 220 und Wichmannstraße 27. |    |                |
| Wichmannstraße 27 52° 20′ 27″ N, 9° 45′ 49″ O                                                                                 |                                                               | Im Ensemble mit Fiedelerstraße 2, 4, 6, 8, 10, 12, 13, 15, 16, 18, 20, Hildesheimer Straße 220 und Spartanerstraße 1. |    |                |
| Fiedelerstraße 25 (Bild), 26, 27 52° 20′ 21″ N, 9° 45′ 50″ O                                                                  |                                                               | Im Ensemble. |    |                |
| Fiedelerstraße 28, 30, 32 52° 20′ 19″ N, 9° 45′ 47″ O                                                                         |                                                               | Im Ensemble mit Helenenstraße 11, 12, 13, 14, 15, 16, 18, 19, 19a, 20, 21, 22, 26, 27, 28, 29, 30, 31, 32 und Landwehrstraße 76 und 78. |    |                |
| Helenenstraße 11, 12, 13, 14, 15, 16, 18, 19, 19a, 20, 21, 22, 26, 27, 28, 29, 30, 31, 32 52° 20′ 17″ N, 9° 45′ 39″ O         |                                                               | Im Ensemble mit Fiedelerstraße 28, 30, 32 und Landwehrstraße 76 und 78. |    |                |
| Landwehrstraße 76 52° 20′ 16″ N, 9° 45′ 40″ O                                                                                 |                                                               | Im Ensemble mit Helenenstraße 11, 12, 13, 14, 15, 16, 18, 19, 19a, 20, 21, 22, 26, 27, 28, 29, 30, 31, 32, Landwehrstraße 78 und Fiedelerstraße 28, 30, 32. |    |                |
| Landwehrstraße 78 52° 20′ 15″ N, 9° 45′ 40″ O                                                                                 |                                                               | Im Ensemble mit Helenenstraße 11, 12, 13, 14, 15, 16, 18, 19, 19a, 20, 21, 22, 26, 27, 28, 29, 30, 31, 32, Landwehrstraße 76 und Fiedelerstraße 28, 30, 32. |    |                |
| Fiedelerstraße 52° 20′ 17″ N, 9° 45′ 51″ O                                                                                    | Friedhof Döhren mit Grabmälern                                | Im Ensemble. |    | Weitere Bilder |
| Helenenstraße 4, 5, 6 52° 20′ 21″ N, 9° 45′ 56″ O                                                                             |                                                               | Im Ensemble. |    |                |
| Landwehrstraße 40, 42, 44, 46, 48 52° 20′ 27″ N, 9° 45′ 36″ O                                                                 |                                                               | Im Ensemble mit Wichmannstraße 10, 11, 11a. |    |                |
| Wichmannstraße 10, 11, 11a 52° 20′ 26″ N, 9° 45′ 37″ O                                                                        |                                                               | Im Ensemble mit Landwehrstraße 40, 42, 44, 46, 48. |    |                |
| Landwehrstraße 61, 63, 65, 67, 67a, 69, 69a, 71 52° 20′ 19″ N, 9° 45′ 37″ O                                                   |                                                               | Im Ensemble mit Weststraße 2. |    |                |
| Weststraße 2 52° 20′ 18″ N, 9° 45′ 37″ O                                                                                      |                                                               | Im Ensemble mit Landwehrstraße 61, 63, 65, 67, 67a, 69, 69a, 71. |    |                |
| Landwehrstraße 75 52° 20′ 16″ N, 9° 45′ 38″ O                                                                                 |                                                               | Im Ensemble mit Landwehrstraße 77. |    |                |
| Landwehrstraße 77 52° 20′ 15″ N, 9° 45′ 39″ O                                                                                 |                                                               | Im Ensemble mit Landwehrstraße 75. |    |                |
| Pagenstraße 1 52° 20′ 30″ N, 9° 45′ 40″ O                                                                                     | Wohn- und Geschäftshaus                                       | Ensembleschutz der Fassaden in Verbindung mit Pagenstraße 2, Willmerstraße 2, 4, 6, 8, 10, 12, 14, 16, 18, 20, 20a, 20b, 20c, 20d, 20e. |    |                |
| Pagenstraße 2 52° 20′ 30″ N, 9° 45′ 38″ O                                                                                     | Wohn- und Geschäftshaus                                       | Ensembleschutz der Fassaden in Verbindung mit Pagenstraße 1, Willmerstraße 2, 4, 6, 8, 10, 12, 14, 16, 18, 20, 20a, 20b, 20c, 20d, 20e. |    |                |
| Querstraße 1, 2, 3, 4, 5, 6, 7, 8, 9, 11, 12, 13, 14, 14a, 15, 17, 19 52° 20′ 22″ N, 9° 45′ 52″ O                             |                                                               | Im Ensemble mit Ziegelstraße 13, 14, 15. |    |                |
| Ziegelstraße 13, 14, 15 52° 20′ 21″ N, 9° 45′ 53″ O                                                                           |                                                               | Im Ensemble mit Querstraße 1, 2, 3, 4, 5, 6, 7, 8, 9, 11, 12, 13, 14, 14a, 15, 17, 19. |    |                |
| Willmerstraße 2 52° 20′ 29″ N, 9° 45′ 35″ O                                                                                   | Wohnhaus                                                      | Ensembleschutz der Fassaden in Verbindung mit Pagenstraße 1 und 2 sowie Willmerstraße 4, 6, 8, 10, 12, 14, 16, 18, 20, 20a, 20b, 20c, 20d, 20e. |    |                |
| Willmerstraße 4 52° 20′ 30″ N, 9° 45′ 40″ O                                                                                   | Wohnhaus                                                      | Ensembleschutz der Fassaden in Verbindung mit Pagenstraße 1 und 2 sowie Willmerstraße 2, 6, 8, 10, 12, 14, 16, 18, 20, 20a, 20b, 20c, 20d, 20e. |    |                |
| Willmerstraße 6 52° 20′ 29″ N, 9° 45′ 37″ O                                                                                   | Wohnhaus                                                      | Ensembleschutz der Fassaden in Verbindung mit Pagenstraße 1 und 2 sowie Willmerstraße 2, 4, 8, 10, 12, 14, 16, 18, 20, 20a, 20b, 20c, 20d, 20e. |    |                |
| Willmerstraße 8 52° 20′ 30″ N, 9° 45′ 38″ O                                                                                   | Wohn- und Geschäftshäuser                                     | Ensembleschutz der Fassaden in Verbindung mit Pagenstraße 1 und 2 sowie Willmerstraße 2, 4, 6, 10, 12, 14, 16, 18, 20, 20a, 20b, 20c, 20d, 20e. |    |                |
| Willmerstraße 10 52° 20′ 30″ N, 9° 45′ 41″ O                                                                                  | Wohnhaus                                                      | Ensembleschutz der Fassaden in Verbindung mit Pagenstraße 1 und 2 sowie Willmerstraße 2, 4, 6, 8, 12, 14, 16, 18, 20, 20a, 20b, 20c, 20d, 20e. Erbaut 1907. |    |                |
| Willmerstraße 12 52° 20′ 31″ N, 9° 45′ 42″ O                                                                                  | Wohnhaus                                                      | Ensembleschutz der Fassaden in Verbindung mit Pagenstraße 1 und 2 sowie Willmerstraße 2, 4, 6, 8, 10, 14, 16, 18, 20, 20a, 20b, 20c, 20d, 20e. Erbaut 1906. |    |                |
| Willmerstraße 14 52° 20′ 31″ N, 9° 45′ 42″ O                                                                                  | Wohnhaus                                                      | Ensembleschutz der Fassaden in Verbindung mit Pagenstraße 1 und 2 sowie Willmerstraße 2, 4, 6, 8, 10, 12, 16, 18, 20, 20a, 20b, 20c, 20d, 20e. Erbaut 1906 als Wohn- und Geschäftshaus. Die Geschäftsräume im Erdgeschoss wurden deutlich erkennbar in Wohnraum umgewandelt. |    |                |
| Willmerstraße 16 52° 20′ 31″ N, 9° 45′ 44″ O                                                                                  | Wohn- und Geschäftshäuser                                     | Ensembleschutz der Fassaden in Verbindung mit Pagenstraße 1 und 2 sowie Willmerstraße 2, 4, 6, 8, 10, 12, 14, 18, 20, 20a, 20b, 20c, 20d, 20e. |    |                |
| Willmerstraße 18 52° 20′ 31″ N, 9° 45′ 44″ O                                                                                  | Wohnhaus                                                      | Ensembleschutz der Fassaden in Verbindung mit Pagenstraße 1 und 2 sowie Willmerstraße 2, 4, 6, 8, 10, 12, 14, 16, 20, 20a, 20b, 20c, 20d, 20e. |    |                |
| Willmerstraße 20 52° 20′ 32″ N, 9° 45′ 46″ O                                                                                  | Wohnhaus                                                      | Ensembleschutz der Fassaden in Verbindung mit Pagenstraße 1 und 2 sowie Willmerstraße 2, 4, 6, 8, 10, 12, 14, 16, 20a, 20b, 20c, 20d, 20e. |    |                |
| Willmerstraße 20 A 52° 20′ 32″ N, 9° 45′ 48″ O                                                                                | Wohnhaus                                                      | Ensembleschutz der Fassaden in Verbindung mit Pagenstraße 1 und 2 sowie Willmerstraße 2, 4, 6, 8, 10, 12, 14, 16, 20, 20b, 20c, 20d, 20e. |    |                |
| Willmerstraße 20 B 52° 20′ 32″ N, 9° 45′ 49″ O                                                                                | Wohnhaus                                                      | Ensembleschutz der Fassaden in Verbindung mit Pagenstraße 1 und 2 sowie Willmerstraße 2, 4, 6, 8, 10, 12, 14, 16, 20, 20a, 20c, 20d, 20e. |    |                |
| Willmerstraße 20 C 52° 20′ 32″ N, 9° 45′ 50″ O                                                                                | Wohnhaus                                                      | Ensembleschutz der Fassaden in Verbindung mit Pagenstraße 1 und 2 sowie Willmerstraße 2, 4, 6, 8, 10, 12, 14, 16, 20, 20a, 20b, 20d, 20e. |    |                |
| Willmerstraße 20 D 52° 20′ 33″ N, 9° 45′ 50″ O                                                                                | Wohnhaus                                                      | Ensembleschutz der Fassaden in Verbindung mit Pagenstraße 1 und 2 sowie Willmerstraße 2, 4, 6, 8, 10, 12, 14, 16, 20, 20a, 20b, 20c, 20e. |    |                |
| Willmerstraße 20 E 52° 20′ 33″ N, 9° 45′ 51″ O                                                                                | Wohnhaus                                                      | Ensembleschutz der Fassaden in Verbindung mit Pagenstraße 1 und 2 sowie Willmerstraße 2, 4, 6, 8, 10, 12, 14, 16, 20, 20a, 20b, 20c, 20d. |    |                |
| Spartanerstraße 3, 4, 5, 7, 8, 9, 10, 11 52° 20′ 31″ N, 9° 45′ 47″ O                                                          |                                                               | Im Ensemble. |    |                |
| Am Leinewehr 52° 20′ 0″ N, 9° 45′ 35″ O                                                                                       | Wehr und ehemalige Eisenbahnbrücke                            | (Stand 2024 lediglich die Einsiedlerbrücke) |    | Weitere Bilder |
| Am Lindenhofe 14 52° 20′ 7″ N, 9° 45′ 41″ O                                                                                   | Glockseeschule                                                | [ 1 ] |    |                |
| Am Lindenhofe 16 52° 20′ 6″ N, 9° 45′ 42″ O                                                                                   | St. Petri-Kirche                                              | [ 1 ] |    |                |
| Am Lindenhofe 18 52° 20′ 5″ N, 9° 45′ 39″ O                                                                                   | Pfarrhaus                                                     | [ 1 ] |    |                |
| Bernwardstraße 17 52° 20′ 23″ N, 9° 45′ 46″ O                                                                                 | Wohnhaus                                                      | [ 1 ] |    |                |
| Borgentrickstraße 8/10 52° 20′ 19″ N, 9° 45′ 59″ O                                                                            | Doppelwohnhaus                                                | [ 1 ] |    |                |
| Fiedelerplatz 3 52° 20′ 23″ N, 9° 45′ 47″ O                                                                                   | Wohnhaus                                                      | [ 1 ] |    |                |
| Fiedelerstraße 31 52° 20′ 19″ N, 9° 45′ 49″ O                                                                                 | Wohnhaus                                                      | [ 1 ] |    |                |
| Hildesheimer Straße 230 52° 20′ 28″ N, 9° 45′ 55″ O                                                                           | ehemaliges Wirtschaftsgebäude                                 | Gebäude abgerissen, Fassade für Weiternutzung erhalten geblieben |    |                |
| Hildesheimer Straße 239 52° 20′ 27″ N, 9° 46′ 4″ O                                                                            | St. Bernward-Kirche                                           | Erbaut 1892–1893 nach Plänen von Christoph Hehl. |    |                |
| Peiner Straße 23–29 52° 20′ 22″ N, 9° 46′ 26″ O                                                                               | Wohnhaus                                                      | [ 1 ] |    |                |
| Querstraße 21 52° 20′ 21″ N, 9° 45′ 50″ O                                                                                     | Wohnhaus                                                      | [ 1 ] |    |                |
| Reichhelmstraße 5 52° 20′ 12″ N, 9° 45′ 37″ O                                                                                 | Fachwerkbau                                                   | [ 1 ] |    |                |
| Weststraße 6 52° 20′ 18″ N, 9° 45′ 36″ O                                                                                      | Villa                                                         | [ 1 ] |    |                |
| Wiehbergstraße 22 52° 19′ 58″ N, 9° 45′ 58″ O                                                                                 | Wohnhaus                                                      | Ehemalige Direktorenvilla der Döhrener Wollwäscherei und -kämmerei. |    |                |

## Mittelfeld
| Lage | Bezeichnung                                  | Beschreibung | ID | Bild |
| --- | -------------------------------------------- | --- | -- | --- |
| Glatzer Straße 1, 3, 5, 7 52° 20′ 3″ N, 9° 47′ 20″ O                                                                                 |                                              | Im Ensemble mit Gleiwitzer Straße 2, 3, 4, 5, 6, 7, 8, 9, 10, 11, 12, 13, 14, 15, 16, 17, 18, 19, 20, 21, 22, 23, 25, 25a, Rübezahlplatz 2, 4, 5, 6, 7, 8, 9, 10, 11, 12, 13, 14, 15, 16, 18, Rübezahlbrunnen, Schweidnitzer Weg 1, 2, 3, 4, 5, 6, 7, 8, 9, 10, 11, Waldenburger Weg 1, 2, 3, 4, 5, 6, 7, 8, 9, 10, 11, 12, 13, 14, 15, 16. |    | |
| Gleiwitzer Straße 2, 3, 4, 5, 6, 7, 8, 9, 10, 11, 12, 13, 14, 15, 16, 17, 18, 19, 20, 21, 22, 23, 25, 25a 52° 20′ 5″ N, 9° 47′ 21″ O |                                              | Im Ensemble mit Glatzer Straße 1, 3, 5, 7, Rübezahlplatz 2, 4, 5, 6, 7, 8, 9, 10, 11, 12, 13, 14, 15, 16, 18, Rübezahlbrunnen, Schweidnitzer Weg 1, 2, 3, 4, 5, 6, 7, 8, 9, 10, 11, Waldenburger Weg 1, 2, 3, 4, 5, 6, 7, 8, 9, 10, 11, 12, 13, 14, 15, 16. |    | |
| Rübezahlplatz 2, 4, 5, 6, 7, 8, 9, 10, 11, 12, 13, 14, 15, 16, 18 52° 20′ 1″ N, 9° 47′ 21″ O                                         |                                              | Im Ensemble mit Glatzer Straße 1, 3, 5, 7, Gleiwitzer Straße 2, 3, 4, 5, 6, 7, 8, 9, 10, 11, 12, 13, 14, 15, 16, 17, 18, 19, 20, 21, 22, 23, 25, 25a, Rübezahlbrunnen, Schweidnitzer Weg 1, 2, 3, 4, 5, 6, 7, 8, 9, 10, 11, Waldenburger Weg 1, 2, 3, 4, 5, 6, 7, 8, 9, 10, 11, 12, 13, 14, 15, 16. |    | |
| 52° 20′ 0″ N, 9° 47′ 24″ O | Rübezahlbrunnen                              | Geschaffen 1954 von Kurt Lehmann. Im Ensemble mit Glatzer Straße 1, 3, 5, 7, Gleiwitzer Straße 2, 3, 4, 5, 6, 7, 8, 9, 10, 11, 12, 13, 14, 15, 16, 17, 18, 19, 20, 21, 22, 23, 25, 25a, Rübezahlplatz 2, 4, 5, 6, 7, 8, 9, 10, 11, 12, 13, 14, 15, 16, 18, Schweidnitzer Weg 1, 2, 3, 4, 5, 6, 7, 8, 9, 10, 11, Waldenburger Weg 1, 2, 3, 4, 5, 6, 7, 8, 9, 10, 11, 12, 13, 14, 15, 16.                                                                |    | Weitere Bilder |
| Schweidnitzer Weg 1, 2, 3, 4, 5, 6, 7, 8, 9, 10, 11 52° 20′ 5″ N, 9° 47′ 19″ O                                                       |                                              | Im Ensemble mit Glatzer Straße 1, 3, 5, 7, Gleiwitzer Straße 2, 3, 4, 5, 6, 7, 8, 9, 10, 11, 12, 13, 14, 15, 16, 17, 18, 19, 20, 21, 22, 23, 25, 25a, Rübezahlbrunnen, Rübezahlplatz 2, 4, 5, 6, 7, 8, 9, 10, 11, 12, 13, 14, 15, 16, 18, Waldenburger Weg 1, 2, 3, 4, 5, 6, 7, 8, 9, 10, 11, 12, 13, 14, 15, 16. |    | |
| Waldenburger Weg 1, 2, 3, 4, 5, 6, 7, 8, 9, 10, 11, 12, 13, 14, 15, 16 52° 20′ 5″ N, 9° 47′ 17″ O                                    |                                              | Im Ensemble mit Glatzer Straße 1, 3, 5, 7, Gleiwitzer Straße 2, 3, 4, 5, 6, 7, 8, 9, 10, 11, 12, 13, 14, 15, 16, 17, 18, 19, 20, 21, 22, 23, 25, 25a, Rübezahlbrunnen, Rübezahlplatz 2, 4, 5, 6, 7, 8, 9, 10, 11, 12, 13, 14, 15, 16, 18, Schweidnitzer Weg 1, 2, 3, 4, 5, 6, 7, 8, 9, 10, 11. |    | |
| Messegelände Hannover 52° 19′ 16″ N, 9° 48′ 10″ O                                                                                    | Hermesturm                                   | Errichtet 1956 bis 1958 als Aussichts- und Sendeturm in einer Doppelröhrenkonstruktion aus Stahlbeton; Höhe inklusive Antenne 88,8 Meter. |    | |
| Messegelände Hannover 52° 19′ 21″ N, 9° 48′ 42″ O                                                                                    | Halle 7, ehemals auch Europahalle            | Die Halle wurde 1950 erbaut und war damals mit 80 × 160 Metern die größte geschlossene Halle Deutschlands in freitragender Stahlkonstruktion. Damals wurde Halle 7 auch als Europahalle bezeichnet, heute (Stand 2018) wird Halle 2 so genannt. |    | [[Vorlage:Bilderwunsch/code!/C:52.3225,9.8116!/D:Messegelände Hannover, Halle 7, ehemals auch Europahalle!/\|BW]] |
| Messegelände Hannover 52° 19′ 19″ N, 9° 48′ 35″ O                                                                                    | Ehemaliger Sonderbau für die Zementindustrie | Der Bau wurde 1951 von den Architekten Gutschow, Finsterwald und Pistor vor Halle 7 erbaut und war um 1985 Mercedes-Benz-Pavillon. Sein Boden und Dach waren jeweils eine Kragplatte, die am selben Pfeiler befestigt waren. Über eine geschwungene Freitreppe konnte der Bau betreten werden. In ihm befand sich ein rundum verglaster, dreieckiger Ausstellungsraum. Heute (Stand 2018) befindet sich an dieser Stelle Teile des Convention Centers. |    | |

## Seelhorst
| Lage                                            | Bezeichnung                                                                                  | Beschreibung                                                                  | ID | Bild |
| ----------------------------------------------- | -------------------------------------------------------------------------------------------- | ----------------------------------------------------------------------------- | -- | ---- |
| Garkenburgstraße 43 52° 20′ 15″ N, 9° 47′ 24″ O | Stadtfriedhof Seelhorst: Krematorium, Grabmäler, Eingangsbauten, Friedhofshalle mit Vorplatz | Als Ensemble.                                                                 |    |      |
| Dreibirkenweg 52° 20′ 25″ N, 9° 48′ 0″ O        | Obelisk                                                                                      | [ 1 ]                                                                         |    |      |
| Vor der Seelhorst 52° 20′ 23″ N, 9° 47′ 55″ O   | Waldwirtschaft Seelhorst mit Nebengebäude                                                    | 1852 als Jagdhaus erbaut von Werner von Grävemeyer, seit 1854 Gastwirtschaft. |    |      |

## Waldhausen
| Lage                                                                            | Bezeichnung                            | Beschreibung | ID       | Bild |
| ------------------------------------------------------------------------------- | -------------------------------------- | --- | -------- | ---- |
| Am Landwehrgraben 13 52° 20′ 41″ N, 9° 45′ 34″ O                                | Mietwohnhaus                           | [ 1 ] |          |      |
| Am Landwehrgraben 15 52° 20′ 40″ N, 9° 45′ 34″ O                                | Mietwohnhaus                           | [ 1 ] |          |      |
| Am Landwehrgraben 17 52° 20′ 40″ N, 9° 45′ 34″ O                                | Mietwohnhaus                           | [ 1 ] |          |      |
| Am Landwehrgraben 19 52° 20′ 40″ N, 9° 45′ 34″ O                                | Mietwohnhaus                           | [ 1 ] |          |      |
| Am Landwehrgraben 21 52° 20′ 39″ N, 9° 45′ 34″ O                                | Mietwohnhaus                           | [ 1 ] |          |      |
| Am Landwehrgraben 23 52° 20′ 39″ N, 9° 45′ 33″ O                                | Mietwohnhaus                           | [ 1 ] |          |      |
| Am Landwehrgraben 25 52° 20′ 38″ N, 9° 45′ 33″ O                                | Mietwohnhaus                           | [ 1 ] |          |      |
| Am Landwehrgraben 27 52° 20′ 38″ N, 9° 45′ 33″ O                                | Mietwohnhaus                           | [ 1 ] |          |      |
| Güntherstraße 3, 7, 7a, 9 11/13, 15, 17, 19, 21/21a 52° 20′ 44″ N, 9° 45′ 34″ O | Baudenkmalgruppe Güntherstraße 3 - 21a | die Baudenkmalgruppe besteht aus den Wohnhäusern Güntherstraße 3, 7, 7a, 9 11/13, 15, 17, 19 und 21/21a |          |      |
| Güntherstraße 3 52° 20′ 46″ N, 9° 45′ 38″ O                                     | villenartiges Wohnhaus                 | Teil der Baudenkmalgruppe Güntherstraße 3 - 21a |          |      |
| Güntherstraße 5 52° 20′ 46″ N, 9° 45′ 37″ O                                     | villenartiges Wohnhaus                 | Teil der Baudenkmalgruppe Güntherstraße 3 - 21a |          |      |
| Güntherstraße 7 52° 20′ 46″ N, 9° 45′ 36″ O                                     | villenartiges Wohnhaus                 | Teil der Baudenkmalgruppe Güntherstraße 3 - 21a |          |      |
| Güntherstraße 7a 52° 20′ 45″ N, 9° 45′ 36″ O                                    | villenartiges Wohnhaus                 | Teil der Baudenkmalgruppe Güntherstraße 3 - 21a |          |      |
| Güntherstraße 9 52° 20′ 45″ N, 9° 45′ 35″ O                                     | villenartiges Wohnhaus                 | Teil der Baudenkmalgruppe Güntherstraße 3 - 21a |          |      |
| Güntherstraße 11 52° 20′ 44″ N, 9° 45′ 34″ O                                    | villenartiges Wohnhaus                 | Teil der Baudenkmalgruppe Güntherstraße 3 - 21a |          |      |
| Güntherstraße 13 52° 20′ 44″ N, 9° 45′ 34″ O                                    | villenartiges Wohnhaus                 | Teil der Baudenkmalgruppe Güntherstraße 3 - 21a |          |      |
| Güntherstraße 15 52° 20′ 44″ N, 9° 45′ 33″ O                                    | villenartiges Wohnhaus                 | Teil der Baudenkmalgruppe Güntherstraße 3 - 21a |          |      |
| Güntherstraße 17 52° 20′ 43″ N, 9° 45′ 32″ O                                    | villenartiges Wohnhaus                 | Teil der Baudenkmalgruppe Güntherstraße 3 - 21a |          |      |
| Güntherstraße 19 52° 20′ 43″ N, 9° 45′ 31″ O                                    | villenartiges Wohnhaus                 | Teil der Baudenkmalgruppe Güntherstraße 3 - 21a |          |      |
| Güntherstraße 21 52° 20′ 43″ N, 9° 45′ 31″ O                                    | villenartiges Wohnhaus                 | Teil der Baudenkmalgruppe Güntherstraße 3 - 21a |          |      |
| Güntherstraße 21a 52° 20′ 43″ N, 9° 45′ 30″ O                                   | villenartiges Wohnhaus                 | Teil der Baudenkmalgruppe Güntherstraße 3 - 21a |          |      |
| Güntherstraße 16 52° 20′ 41″ N, 9° 45′ 33″ O                                    | Wohnhaus                               | | 30750539 |      |
| Güntherstraße 28 52° 20′ 38″ N, 9° 45′ 30″ O                                    | Wohnhaus                               | | 37157935 |      |
| Güntherstraße 33, 35, 37, 39, 41 52° 20′ 39″ N, 9° 45′ 28″ O                    | Baudenkmalgruppe Güntherstraße 33 - 41 | [ 1 ] |          |      |
| Güntherstraße 33 52° 20′ 39″ N, 9° 45′ 29″ O                                    | villenartiges Wohnhaus                 | [ 1 ] |          |      |
| Güntherstraße 35 52° 20′ 39″ N, 9° 45′ 28″ O                                    | villenartiges Wohnhaus                 | [ 1 ] |          |      |
| Güntherstraße 37 52° 20′ 38″ N, 9° 45′ 28″ O                                    | villenartiges Wohnhaus                 | [ 1 ] |          |      |
| Güntherstraße 39 52° 20′ 38″ N, 9° 45′ 27″ O                                    | villenartiges Wohnhaus                 | [ 1 ] |          |      |
| Güntherstraße 41 52° 20′ 37″ N, 9° 45′ 26″ O                                    | villenartiges Wohnhaus                 | [ 1 ] |          |      |
| Adolf-Ey-Straße/Mainzer Straße 52° 21′ 3″ N, 9° 46′ 19″ O                       | Fahrbrücke                             | [ 1 ] |          |      |
| Borriesstraße 52° 20′ 51″ N, 9° 46′ 21″ O                                       | Eisenbahnbrücke                        | [ 1 ] |          |      |
| Brandestraße 9 52° 20′ 45″ N, 9° 45′ 48″ O                                      | Villa                                  | [ 1 ] |          |      |
| Brandestraße 17 52° 20′ 46″ N, 9° 45′ 54″ O                                     | Villa                                  | Zweigeschossiger, giebelständiger Putzbau auf Natursteinsockel mit backsteinsichtigen Gliederungen und Fachwerk in der Giebelspitzevon im zeitgenössischen Stil gruppierter Landhäuser, erbaut im Auftrag von Konteradmiral a. D. Rudolf Rittmeyer. Den Giebel zieren geometrisches Jugendstilornament mit nautischen Motiven in Stuck. |          |      |
| Grazer Straße 12 52° 20′ 46″ N, 9° 45′ 48″ O                                    | Villa                                  | [ 1 ] |          |      |
| Grazer Straße 31 52° 20′ 50″ N, 9° 45′ 55″ O                                    | Villa                                  | [ 1 ] |          |      |
| Hildesheimer Straße 52° 20′ 39″ N, 9° 45′ 48″ O                                 | Eisenbahnbrücke                        | [ 1 ] |          |      |
| Linzer Straße 3 52° 20′ 46″ N, 9° 45′ 51″ O                                     | Wohnhaus                               | [ 1 ] |          |      |
| Linzer Straße 5 52° 20′ 47″ N, 9° 45′ 50″ O                                     | Wohnhaus                               | [ 1 ] |          |      |
| Waldhausenstraße 2/2a 52° 20′ 47″ N, 9° 45′ 43″ O                               | Wohn- und Geschäftshaus                | Erbaut 1912 nach Plänen des Architekten Karl Hantelmann. |          |      |
| Waldhausenstraße 9 52° 20′ 50″ N, 9° 45′ 46″ O                                  | Villa                                  | [ 1 ] |          |      |
| Waldhausenstraße 30 52° 20′ 52″ N, 9° 45′ 55″ O                                 | Villa                                  | [ 1 ] |          |      |
| Wiener Straße 52° 20′ 42″ N, 9° 46′ 6″ O                                        | Eisenbahnbrücke                        | [ 1 ] |          |      |

## Waldheim
| Lage | Bezeichnung                       | Beschreibung                     | ID | Bild |
| --- | --------------------------------- | -------------------------------- | -- | ---- |
| Brandensteinstraße 37, 39, 41, 43, 43a, 45, 47, 49 52° 20′ 58″ N, 9° 46′ 35″ O                                     | Reihenvillen und Doppelwohnhäuser | [ 1 ]                            |    |      |
| Liebrechtstraße 36, 37, 38, 39, 40, 41, 42, 43, 44, 45, 46, 47, 48, 49, 50, 51, 52, 53 52° 20′ 56″ N, 9° 46′ 27″ O |                                   | Im Ensemble mit Waldheimstraße.  |    |      |
| Waldheimstraße 1, 1a, 3 52° 20′ 56″ N, 9° 46′ 31″ O                                                                |                                   | Im Ensemble mit Liebrechtstraße. |    |      |
| Roßkampstraße 8, 8a, 10, 12, 14 52° 21′ 1″ N, 9° 46′ 31″ O                                                         |                                   | [ 1 ]                            |    |      |
| Am Schafbrinke 52° 20′ 55″ N, 9° 46′ 54″ O                                                                         | Eisenbahnbrücke                   | [ 1 ]                            |    |      |
| Gustav-Brandt-Straße 52° 21′ 14″ N, 9° 46′ 16″ O                                                                   | Eisenbahnbrücke                   | [ 1 ]                            |    |      |
| Lenzbergweg 52° 21′ 6″ N, 9° 47′ 10″ O                                                                             | Eisenbahnbrücke                   | [ 1 ]                            |    |      |
| Wolfstraße 52° 21′ 3″ N, 9° 46′ 22″ O                                                                              | Fahrbrücke                        | [ 1 ]                            |    |      |

## Wülfel
| Lage | Bezeichnung                                 | Beschreibung                                     | ID | Bild           |
| --- | ------------------------------------------- | ------------------------------------------------ | -- | -------------- |
| Fontainestraße 3, 4, 5, 6, 7, 8, 9, 10, 11, 12, 13, 14, 15/17, 17a, 19, 21, 22, 23 (Bild), 24, 26 52° 19′ 53″ N, 9° 46′ 13″ O |                                             | Im Ensemble.                                     |    |                |
| Hildesheimer Straße 367 52° 19′ 43″ N, 9° 46′ 38″ O                                                                           | aufgelassener Friedhof mit Grabmälern       | Alter Wülfeler Friedhof im Ensemble.             |    | Weitere Bilder |
| Marthastraße 20 52° 19′ 51″ N, 9° 46′ 18″ O                                                                                   |                                             | Im Ensemble mit Wiehbergstraße 70.               |    |                |
| Wiehbergstraße 70 52° 19′ 52″ N, 9° 46′ 16″ O                                                                                 |                                             | Im Ensemble mit Marthastraße 20.                 |    |                |
| Wernerstraße 3, 4, 5, 6, 8, 9, 10, 11, 12, 13, 14, 15, 17 52° 19′ 51″ N, 9° 46′ 22″ O                                         |                                             | Im Ensemble.                                     |    |                |
| Am Brabrinke 2 52° 19′ 25″ N, 9° 47′ 3″ O                                                                                     | Villa Troester                              | Erbaut 1892, seitdem Sitz der Troester GmbH.     |    |                |
| Hildesheimer Straße 367 52° 19′ 43″ N, 9° 46′ 37″ O                                                                           | Pissoir                                     | Pissoir an der Hildesheimer Straße               |    | Weitere Bilder |
| Hildesheimer Straße 420 52° 19′ 29″ N, 9° 46′ 55″ O                                                                           | Wülfeler Brauerei: Eingangssituation        | Erbaut 1926–1935 nach Plänen von Karl Börgemann. |    |                |
| Hildesheimer Straße 430 52° 19′ 24″ N, 9° 46′ 56″ O                                                                           | Herrenhaus des ehemaligen Ritterguts Wülfel | [ 1 ]                                            |    |                |
| Wiehbergstraße 38 52° 19′ 51″ N, 9° 46′ 16″ O                                                                                 | Wohnhaus                                    | [ 1 ]                                            |    |                |
| Wiehbergstraße 55 52° 19′ 43″ N, 9° 46′ 32″ O                                                                                 | Villa                                       | [ 1 ]                                            |    |                |
| Wiehbergstraße 56 52° 19′ 43″ N, 9° 46′ 35″ O                                                                                 | Villa                                       | [ 1 ]                                            |    |                |
| Wiehbergstraße 68 52° 19′ 51″ N, 9° 46′ 19″ O                                                                                 | Wohnhaus                                    | [ 1 ]                                            |    |                |